# (1005) Arago
(1005) Arago es un asteroide perteneciente al cinturón de asteroides descubierto el 5 de septiembre de 1923 por Serguéi Ivánovich Beliavski desde el observatorio de Simeiz en Crimea.
Está nombrado en honor de François Arago (1786-1853), astrónomo y matemático francés del siglo XIX.